# 女鹿站

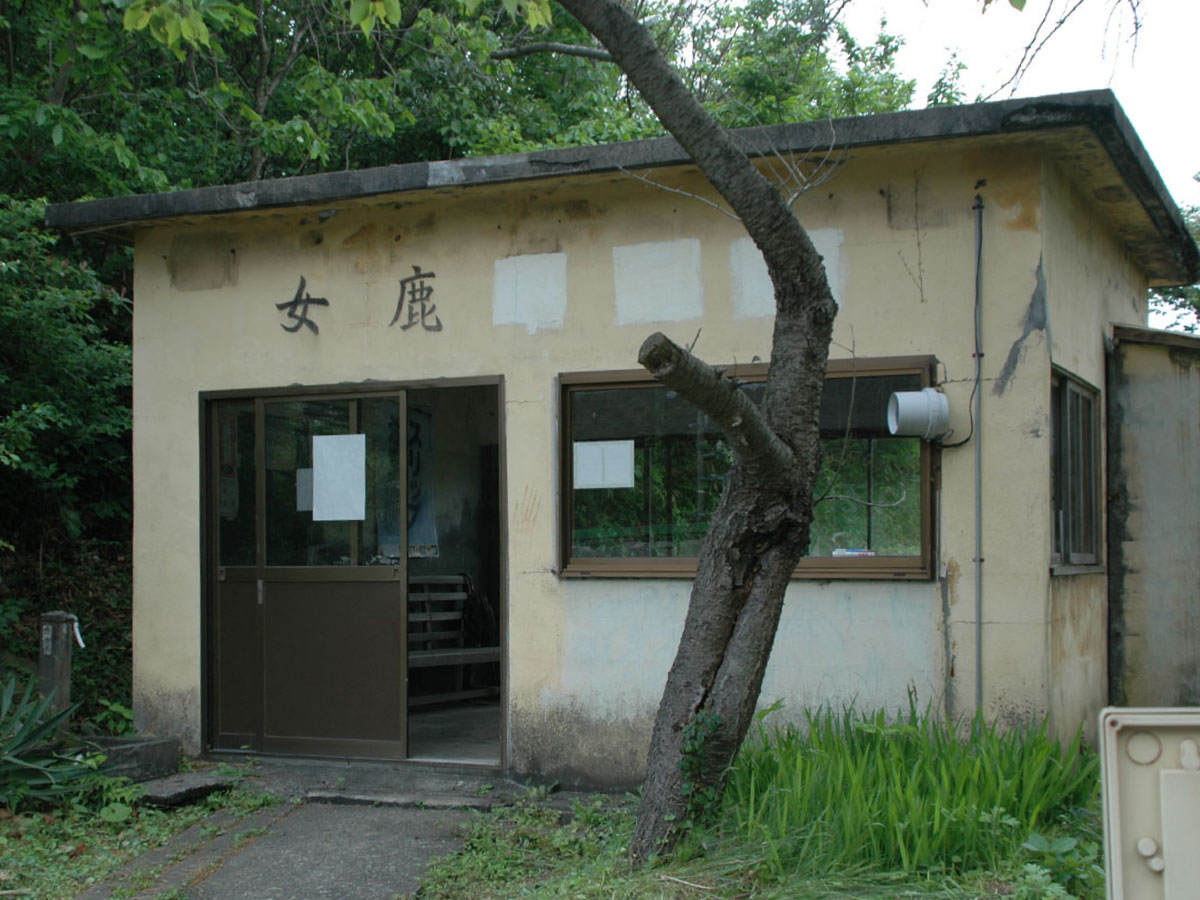
舊車站大樓（2007年5月）

女鹿站（日语：／ Mega eki */?）是位於山形縣飽海郡遊佐町吹浦字女鹿，東日本旅客鐵道（JR東日本）的羽越本線車站。
此站是山形縣最北車站。停站列車只有行走酒田至秋田之間的部分普通列車班次。當中，上行早上只有2班、下行只有下午1班、黃昏3本，共6班列車停站，其他列車一律通過。

## 歷史
- 1962年（昭和37年）10月30日：國鐵女鹿信號站啟用。
- 1987年（昭和62年）4月1日：伴隨國鐵分割民營化，車站由東日本旅客鐵道（JR東日本）營運。同日升級至車站，名為女鹿站。
- 2010年（平成22年）4月1日：管理站由象潟站改為羽後本莊站。
- 2016年（平成28年）3月：新車站大樓開始使用。

## 車站構造
車站是一座地面車站，設有1面1線的單式月台，另外設有沒有月台的1條副本線。
原本此站設有2面2線的相對式月台。於車站大樓對面的路軌為舊2號月台。此站曾經設有站內平交道連接兩座月台，現已撒走。
此站是由羽後本莊站管理的無人車站。現時的車站大樓在2016年3月開始使用。

## 使用狀況
在2004年度，此站1日平均乘車人次為4人。
| 年度 | 1日平均人次 |
| ---- | ----------- |
| 2000 | 10          |
| 2001 | 11          |
| 2002 | 11          |
| 2003 | 6           |
| 2004 | 4           |

## 車站周邊
車站前方沒有道路和單車停泊場。只有一條長30m的小路連接國道7號繞道。此站與女鹿地區的村落有一段距離，在車站與繞道之間的地方只有數間民居。
- 國道7號（吹浦繞道（日语：吹浦バイパス））
- 國道345號（日语：国道345号）
- 三崎公園（日语：三崎公園 (秋田県・山形県)）

## 相鄰車站
東日本旅客鐵道
■羽越本線（部分列車通過）
吹浦－女鹿－小砂川

## 外部連結
- 車站資訊（女鹿）：東日本旅客鐵道（日語）